# オオバタネツケバナ
オオバタネツケバナ（大葉種漬花、学名: Cardamine regeliana）は、アブラナ科タネツケバナ属の多年草。タネツケバナ C. occulta に似るが、側小葉に比べて頂小葉がかなり大きい。

## 特徴
根茎はない。茎は緑色で軟らかくほとんど無毛で、基部は地を這って分枝し、上部は直立して高さ20-40cmになる。やや束生するように見える。葉は互生し、葉柄があり、基部は耳状にならない。葉身は奇数羽状複葉になり、側小葉は1-5対、短い小葉柄があり、卵形から長楕円形、頂小葉は大型となり菱形状卵形で幅2.5cmになる。小葉の両面は無毛かわずかに毛が生え、縁は不規則に切れ込む。
花期は3-6月。茎先に短い総状花序をつけ、白色の十字形の4弁花をつける。萼片は長楕円形で長さ約2mm、紫色をおびることが多い。花弁は倒卵形で長さ3.5-5mm。雄蕊は6個のうち4個が長い。雌蕊は1個。総状花序は花後に伸長し、果実をつける。果実は長角果で線形、無毛、長さ1.5-2.5cmになり、直立するかやや斜めに開出する。果柄は斜上する。長角果が熟すると果皮が2片に裂開し、種子を弾き飛ばす。種子は多く、長さ0.8-1mm、幅0.6-0.75mmになる。染色体数は2n=32。

## 分布と生育環境
日本では、南千島、北海道、本州、四国、九州に分布し、山地や原野の水湿地、川辺などに生育する。ふつうに見られる。世界では、朝鮮半島、中国大陸東北部、極東ロシアに分布する。

## 名前の由来
和名オオバタネツケバナは、「大葉種漬花」の意。同属の近縁種タネツケバナは「種漬花」の意で、苗代を作る際、稲の種籾を水に漬ける時期に花が盛んに咲くのでいう。タネツケバナの名は古くからある名前で、1856年（安政3年）に出版された飯沼慾斎の『草木図説』前編20巻中第12巻に「タ子ツケバナ」がある。
種小名（種形容語）regeliana は、ドイツの植物学者エドゥアルト・アウグスト・フォン・レーゲルへの献名。

## 種の保全状況評価
国（環境省）のレッドデータブック、レッドリストでの選定はない。都道府県では、鹿児島県で絶滅危惧II類に選定されている。
愛媛県松山市では、別名の「テイレギ」の名前で、1962年に市の天然記念物に指定されている。

## 利用
タネツケバナ属の種はすべて食べられる。植物生態学者で『食べられる野生植物大事典』の著者である橋本郁三は、同著のなかで、タネツケバナ属のうちオオバタネツケバナを最高点に評価している。肉料理のつけ合わせ、生のままサラダでもいいという。「すこしばかりの辛みと苦み，青っぽい香りがすばらしい。」としている。
愛媛県松山市では、テイレギと呼んで食用とする。刺身のつまとして珍重される。

## 分類
同属のタネツケバナ C. occulta に似る。同種は越年草、まれに一年草で水田や畑などにふつうに生育し、茎に多少毛が生え、葉の側小葉は1-8対あり、長楕円形から円形、頂小葉は側小葉よりやや大きい程度。一方、本種は多年草で、山地や原野の水湿地に生育し、茎はほとんど無毛で、葉の側小葉は1-5対あり、卵形から長楕円形、頂小葉は側小葉と比べて大型で菱形状卵形になる違いがある。しかし、タネツケバナであって、オオバタネツケバナに姿が似ていて側小葉の数が少ない個体もあり、植物生態学者の橋本郁三 (2007) は、「オオバタネツケバナとタネツケバナの見分けは，実際にはかなり難しい。」としている。1940年に牧野富太郎によって刊行された『牧野日本植物圖鑑』に「たねつけばな」があるが、その挿絵にはオオバタネツケバナが描かれており、現行の『新分類 牧野日本植物図鑑』でも同様である。ただし、「本図はタネツケバナではなくオオバタネツケバナを描いたものであろう」と追記されている。

## ギャラリー

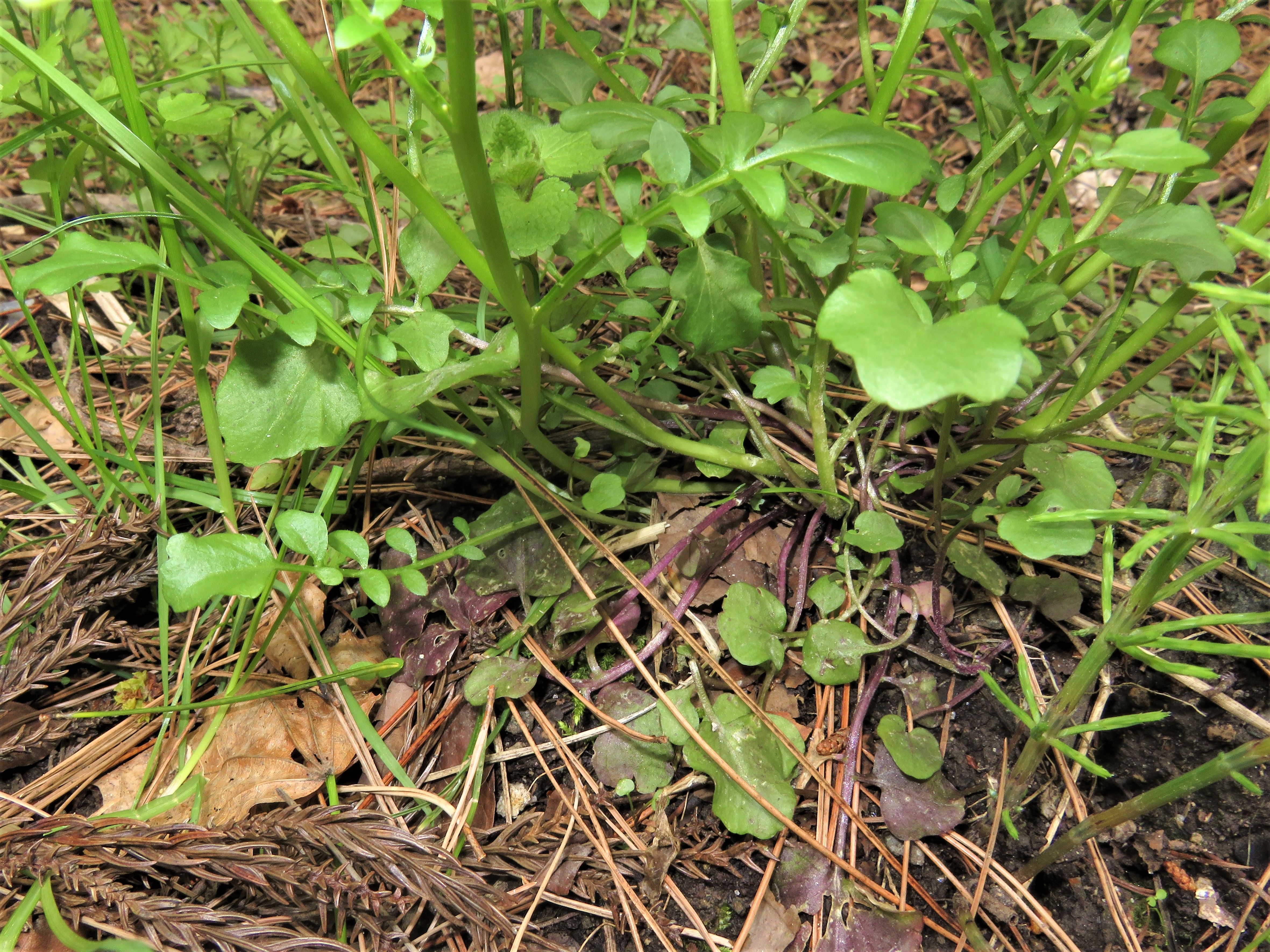
茎の基部は地を這って分枝する。
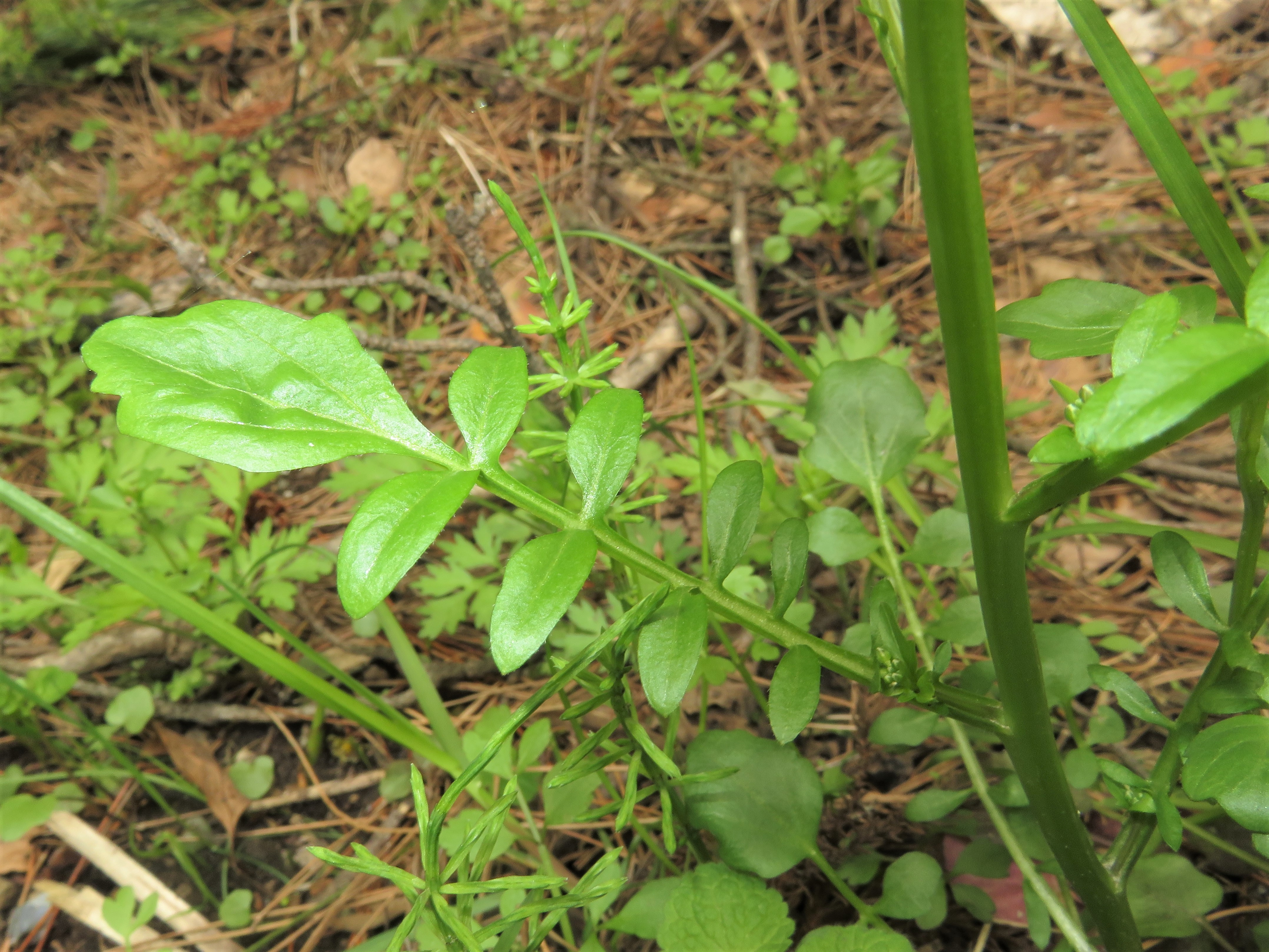
葉は互生し、葉柄があり、葉柄の基部は耳状にならない。葉身は奇数羽状複葉になり、側小葉は1-5対、短い小葉柄があり、卵形から長楕円形、頂小葉は大型となり菱形状卵形になる。
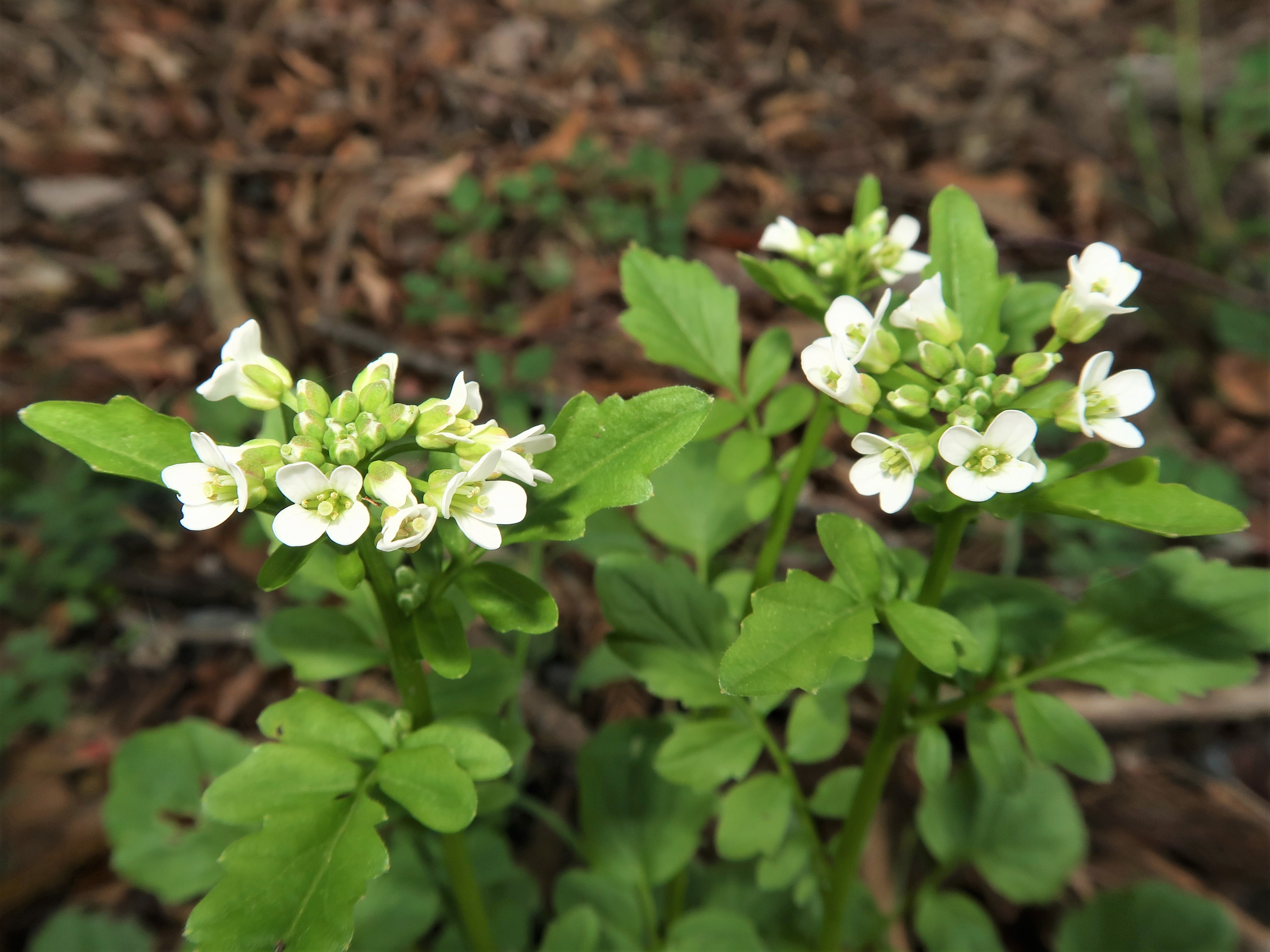
茎先に短い総状花序をつけ、白色の十字形の4弁花をつける。萼片は長楕円形で紫色をおびることが多い。
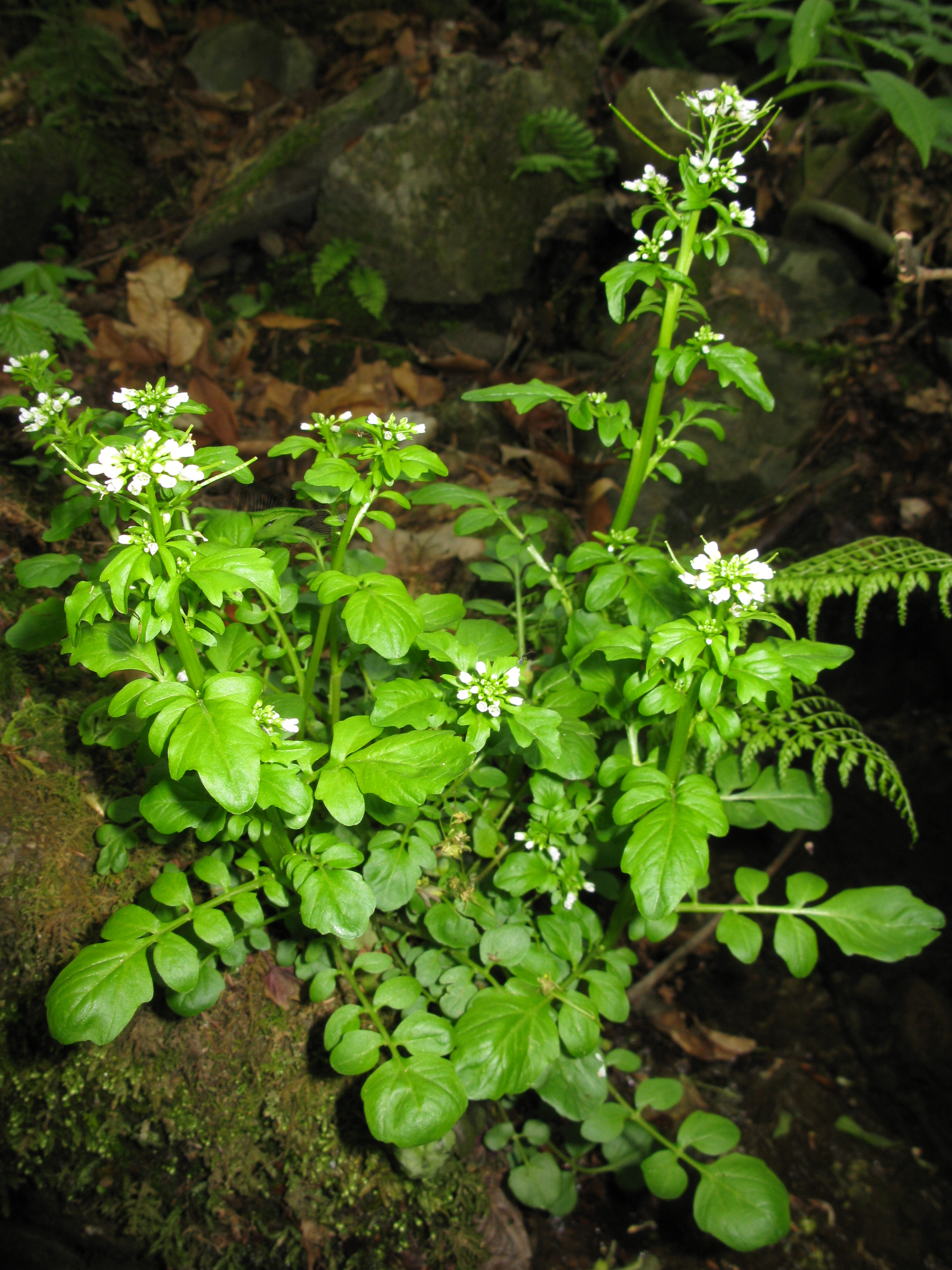
総状花序は花後に伸長し、果実をつける。果実は長角果で線形、無毛、直立するかやや斜めに開出する。果柄は斜上する。